# Сальников, Николай Леонидович
Никола́й Леони́дович Са́льников (род. 1948) — доктор технических наук, профессор, академик РАЕН. В 2000—2010 ректор ИАТЭ.

## Биография
В 1966 окончил среднюю школу в Обнинске, в 1976 — Обнинский филиал МИФИ по специальности «Автоматизированные системы управления», в 1981 — аспирантуру по специальности «Ядерные энергетические установки».
Автор научных работ по вероятностному анализу сложных систем.
Доктор технических наук. Почетный работник высшего профессионального образования РФ.
В 2000—2010 ректор ИАТЭ.
С 2010 профессор кафедры «Информационные системы» НИЯУ МИФИ ИАТЭ; читает лекции по курсам «Проектирование информационных систем», «Структурный системный анализ».
Лауреат премии им. В. Н. Глазанова.